# Канализационная установка
Канализационная установка — прибор, предназначенный для удаления (принудительной откачки) сточных вод там, где их удаление самотёком невозможно или затруднено: ниже уровня канализации или вдали от главного стояка, например, в подвалах, на чердаках, на цокольных этажах, в дачных домиках, при перепланировке дома или квартиры и так далее.
Бытовые установки в зависимости от модели могут предусматривать подключение унитаза, писсуара, раковины, душевой кабины, ванны, стиральной и посудомоечных машин.
Современные канализационные установки являются полностью автоматическими и не требуют участия человека для своей работы.
Применение канализационных установок позволяет сэкономить на дорогостоящих работах по прокладке стандартных канализационных труб большого диаметра.

## Устройство и принцип действия
Канализационная установка состоит из резервуара для накопления сточных вод, датчика уровня и центробежного электрического насоса. При поступлении воды в резервуар и достижении определённого уровня («уровня пуска») датчик уровня включает насос и начинается откачка. При снижении уровня ниже заданного («уровня останова») насос отключается. Таким образом обеспечивается работа установки без участия пользователя.
В моделях, предусматривающих подключение унитаза (такие установки иногда называются фекальными насосами), присутствует измельчитель, обычно представляющий собой вращающийся нож и располагающийся на валу электродвигателя насоса.
В выходном трубопроводе установки размещается обратный клапан, предотвращающий стекание уже откачанной воды назад в установку после отключения насоса.
Большинство бытовых моделей оснащаются угольным фильтром, предотвращающим попадание неприятного запаха из установки в помещение, а также являются самоочищающимися.
В зависимости от модели установки обычно имеют ограничение по температуре и pH перекачиваемой жидкости, а также не допускают попадание в установку посторонних предметов (кроме туалетной бумаги).

## Производители
В России получили распространение канализационные установки датской компании Grundfos и французской компании SFA, а также китайские аналоги.